# 李文喜 (1954年)
李文喜（1954年—），男，河北文安人，中华人民共和国政治人物。中央党校在职研究生班政治经济学专业毕业，中央党校研究生学历。中共十七大代表。

## 生平
1973年7月参加工作。1975年2月加入中国共产党。1998年任天津市北辰区委副书记、区长，2002年任北辰区委书记，2007年任天津市委农村工委副书记、市农委主任。2008年1月当选天津市人民政府副市长。2013年1月，任天津市第十三届政协副主席、党组副书记。